# Paraclimenaeus fimbriatus
Paraclimenaeus fimbriatus är en kräftdjursart som först beskrevs av Lancelot Alexander Borradaile 1915.  Paraclimenaeus fimbriatus ingår i släktet Paraclimenaeus och familjen Palaemonidae. Inga underarter finns listade i Catalogue of Life.